# 泰爾相卡 (新米科拉伊夫卡市鎮)
47°53′12″N 35°53′46″E / 47.88667°N 35.89611°E
泰爾相卡（烏克蘭語：Терсянка）是位於烏克蘭東南部的村莊，由扎波羅熱州扎波羅熱区的新米科拉伊夫卡市鎮負責管轄。該村始建於1782年，面積11.9平方公里，海拔高度96米，2001年人口444，人口密度每平方公里37.2人。